# Sülzkotelett

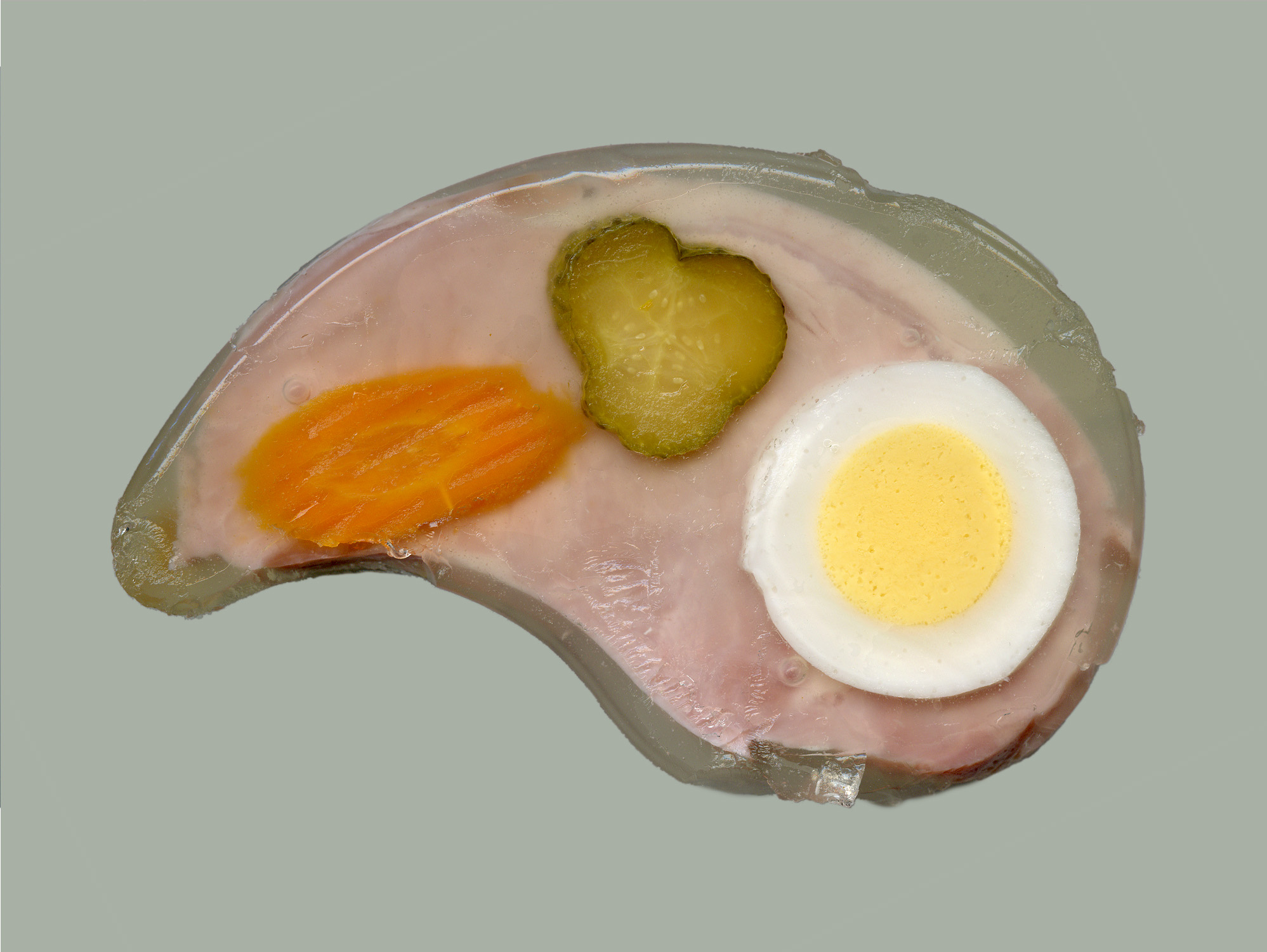
Industriell gefertigtes Sülzkotelett

Ein Sülzkotelett ist ein entbeintes, gekochtes Schweinekotelett, das in Fleischgelee eingelegt kalt serviert wird.
Zur Zubereitung wird zuerst ein Kotelettstück vom Schwein mit Suppengrün in Salzwasser gegart und vom Knochen befreit. Die entstandene Brühe wird abgeschäumt, reduziert, entfettet, eventuell mit Essig gesäuert und mit Gelatine vermischt. Dann werden flache Formen (die es eigens für dieses Gericht auch in Kotelettform gibt) mit etwas Gelee-Brühe gefüllt, mit Gewürzgurken, Eiern und Möhrenscheiben dekoriert, Scheiben des Kotelettstücks darauf gelegt, mit Brühe aufgefüllt und alles kaltgestellt, bis die Brühe erstarrt ist.
Serviert wird dieses Gericht mit Remoulade und Bratkartoffeln oder Graubrot als Beilage.
Sülzkoteletts sind auch als Fertigprodukt erhältlich.